# علاء سعد
علاء سعد (1967 - 6 يونيو 2012)، مغني عراقي، تعتبر أغنيته «البرتقالة» من أشهر ما قدم، وذاتها تعتبر من أشهر الأغاني العراقية في الوقت الحاضر منذ إطلاقها بعام 2004.

## مشواره الفني
بدأ مسيرته الغنائية في إذاعة وتلفزيون بغداد وهو صغير، حيث غنّى للأطفال مع الفنانة إلهام أحمد، وهو شقيق الفنانين «ناظم سعد» و «وحيد سعد» اللذين استفاد منهما، إلى أن وجد نفسه ينتمي إلى مركز الشباب حيث احتضنه الملحن «كريم هميم».
شارك في مهرجانات عديدة وحصل على جائزة عالمية قبل أن ينتقل إلى فرقة الموشحات العراقية وكان أول فنان يدخل إلى هذه الفرقة من دون اختبار، وبعمر يقل عن الآخرين بكثير، وشهدت الفرقة انطلاقته الأولى.
أول أغنية قدّمها فكانت «على كل حال بعد ما صار كلشي» للشاعر محمد المحاويلي والملحن «كريم هميم» وتم تسجيلها وتصويرها عام 1983 فنالت حظًا من الشهرة وقام على أثرها بتسجيل ألبوم غنائي لصالح شركة النظائر الكويتية وحقق نجاحًا لما ضمه من أغانٍ في ذلك الوقت ومنها أغنية «يلوك المحبس وبويه هلا وفال الله»، وغيرها
غادر العراق إلى الأردن لأسباب قال إنها تتعلق بالعصابات التي كانت تسيطر على تلفزيون الشباب آنذاك وهي التي سعت إلى اختياره في برنامج أسوأ أغنية حيث استقر في دولة الإمارات

### أغنية البرتقالة وإثارة الجدل
عام 2004 اشتهر من خلال أغنية «البرتقالة» التي لاقت انتشارًا واسعًا وكانت حديث الشارع العراقي لسنوات طويلة وهي التي فتحت له الأبواب العربية على الرغم من أنها نالت نقدًا لاذعًا
الفنان كاظم الساهر هاجم الأغنية واعتبرها سقطة في الغناء العراقي و ردّ عليه قائلا 
. في نوفمبر عام  2004 أثارت بطلة الأغنية المصورة الراقصة «غيداء سعد» والتي شاركته أيضا في «التفاحة» الجدل بعد أنباء عن مقتلها في البصرة بأربعة رصاصات من قبل مجموعة مسلحة لكن علاء أوضح حينها بأن الراقصة التي قُتلت من قبل ذويها بسبب خلاف عائلي هي الراقصة هنادي وتداولت الصحف خبر اختطافها حوالي الساعة الثانية عشرة من ليلة الثلاثاء - الأربعاء
وقد قام خاطفوها بإطلاق أربع رصاصات على جمجمتها لترديها قتيلة على الفور، والدافع حسب ادعاء الجماعة التي يقال إنها تنتمي لفيلق بدر هو الرقص الفاضح في أغنية البرتقالة وقد هددت الجماعة بقتل جميع من شارك في هذا الفيديو كليب بداية من الراقصات وانتهاء بالفنان علاء سعد بعد تعليق صورهم وأسمائهم في ميناء أم قصر بالبصرة

## ألبومات
| الألبوم     | العام       | المنتج |
| ----------- | ----------- | ------ |
| هلا يا سيدي | ميوزيك بوكس | 1993   |
| الحرامية    | 2006        | روتانا |

## أغاني مصورة
| الأغنية       | المخرج       | العام |
| ------------- | ------------ | ----- |
| شوفو شلون     |              | 1993  |
| إذن أنا موجود |              | 1993  |
| البرتقالة     | ماج          | 2004  |
| التفاحة       | ماج          | 2004  |
| الحرامية      | ياسر الياسري | 2006  |
| خليك عندي     | ماج          | 2006  |
| سميرة وشقيرة  | ياسر الياسري | 2009  |
| آويا          | ياسر الياسري | 2010  |
| الإطفائية     | ياسر الياسري | 2010  |
| غريبة         | حامد صالح    | 2010  |

### أغاني وطنية
| الأغنية                  | المناسبة         | المخرج     |
| ------------------------ | ---------------- | ---------- |
| جيم ياء شين جيش          | للجيش العراقي    | طيف المدرس |
| هلا يا سيدي وحياك من جيت | للرئيس صدام حسين |            |
| رسمنا خريطة هالوطن بالدم | للعراق           |            |

## وفاته
توفي في يوم 6 يونيو 2012 في مستشفى الكندي التعليمي بالعاصمة بغداد عن عمر يناهز الخامسة والأربعين سنة بعد معاناة مع مرض تشمع الكبد والضغط والسكري فضلاً عن إصابته بعجز في الكليتين وانسداد في الشرايين وذلك بعد أن أمضى أسبوعين في أربيل للعلاج ودفن بعد وفاته في مقبرة وادي السلام في النجف.

## فيديو
- فيديو كليب البرتقالة . على يوتيوب

## وصلات خارجية
- صفحة الفنان علاء سعد على موقع عراقنا.